# Effetto efaptico
L'effetto efaptico è un fenomeno neurologico, che consiste nel reciproco influenzamento dei campi magnetici di due neuroni.
Con le sinapsi, esso coadiuva alla trasmissione di informazioni.
Un esempio di effetto efaptico si riscontra nella patogenesi della nevralgia trigeminale, in cui la radice trigeminale viene danneggiata per varie eziologie (conflitto tra essa e l’arteria cerebellare superiore, placche di sclerosi multipla e tumori dell’angolo ponto-cerebellare): ciò determina una demielinizzazione focale che a sua volta comporta la perdita di isolamento tra le fibre mieliniche e quelle amieliniche (deputate alla trasmissione degli stimoli dolorifici); nell’area di demielinizzazione focale si produrranno perciò delle scariche ectopiche di potenziali d’azione ad alta frequenza, che si trasmetteranno per via appunto efaptica alle fibre amieliniche dolorifiche e verranno percepite come dolore.